# Helen Saibil
Helen Ruth Saibil (* 12. August 1950) ist eine kanadisch-britische Molekularbiologin.

## Leben
Nach dem Studium an der McGill University in Montreal ging Helen Saibil an das King’s College London, wo sie 1976 den Ph.D.-Abschluss machte. Anschließend war sie Postdoktorandin in Grenoble und Research Assistant und Research Associate am King’s College, bevor sie 1984 an die University of Oxford wechselte. 1996 und 1997 wurden ihre Forschungsarbeiten vom Wellcome Trust gefördert. Von 2007 bis 2008 verbrachte sie zwei Sabbatjahre am European Molecular Biology Laboratory in Heidelberg. Sie ist Bernal Professor of Structural Biology am Birkbeck College in London.
Forschungsschwerpunkt der Arbeit von Helen Saibil sind die Chaperon-Proteine und die Untersuchung von deren Rolle bei der korrekten Proteinfaltung, aber auch die Untersuchung von Proteinfehlfaltungserkrankungen und speziell der Amyloidose, die zu chronischen Erkrankungen führen kann. Ihre mit Hilfe der Kryo-Elektronenmikroskopie (Kryo-EM) und moderner Bildverarbeitungsmethoden durchgeführten Arbeiten haben wesentlich dazu beigetragen, den durch Chaperone vermittelten Mechanismus der Proteinfaltung aufzuklären.
2001 wurde sie gewähltes Mitglied der European Molecular Biology Organization (EMBO). 2006 wurde sie zum Fellow der Royal Society gewählt. 2015 wurde sie als ordentliches Mitglied in die Academia Europaea aufgenommen. Sie ist Fellow der Academy of Medical Sciences sowie Honorary Fellow der Royal Microscopical Society und der British Biophysical Society. Sie ist Ehrendoktor der Universität Helsinki.

## Schriften (Auswahl)
- Helen R. Saibil: What can electron microscopy tell us about chaperoned protein folding? In: Structure. Band 1, Nr. 3, 1996, S. R45-R49, doi:10.1016/S1359-0278(96)00026-0.
- Neil A. Ranson, Helen E. White, Helen R. Saibil: Chaperonins. In: Biochemical Journal. Band 333, Nr. 2, 1998, S. 233–242, doi:10.1042/bj3330233.
- Helen R. Saibil, Neil A. Ranson: The chaperonin folding machine. In: Trends in Biochemical Sciences. Band 27, Nr. 12, 2002, S. 627–632, doi:10.1016/S0968-0004(02)02211-9.
- Elena V. Orlova, Helen R. Saibil: Structure determination of macromolecular assemblies by single-particle analysis of cryo-electron micrographs. In: Current Opinion in Structural Biology. Band 14, Nr. 5, 2004, S. 584–590, doi:10.1016/j.sbi.2004.08.004.
- E. V. Orlova, H. R. Saibil: Structural analysis of macromolecular assemblies by electron microscopy. In: Chemical Reviews. Band 111, Nr. 12, 2011, S. 7710–7748, doi:10.1021/cr100353t.
- Helen R. Saibil: Chaperone machines for protein folding, unfolding and disaggregation. In: Nature Reviews Molecular Cell Biology. Band 14, 2013, S. 630–642, doi:10.1038/nrm3658.